# Pareumenes

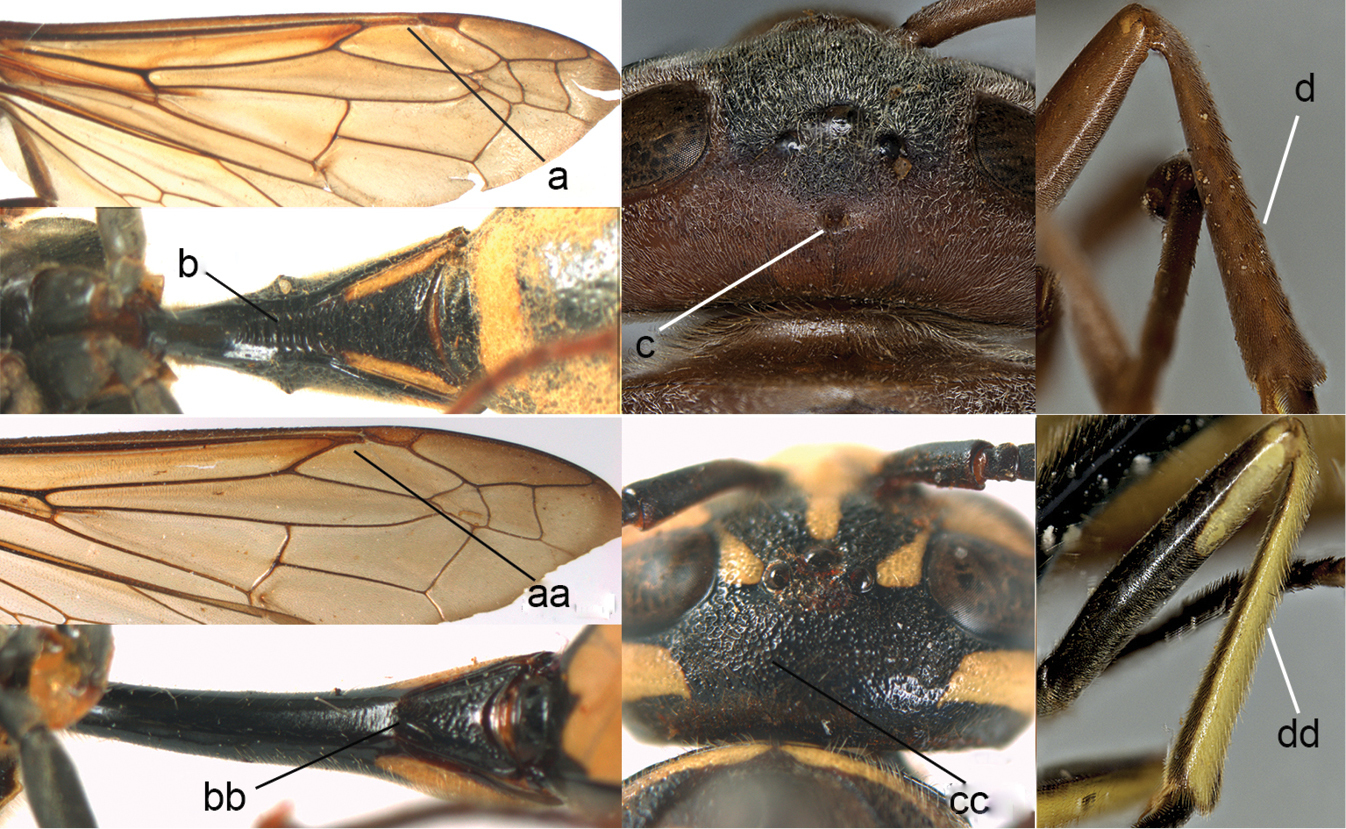
Pareumenes quadrispinosus conjunctus (a-b),
P. sansibaricus (c, d), Pseumenes depressus (aa-dd)

Pareumenes (лат.) — род одиночных ос (Eumeninae). Известно более 20 видов.

## Распространение
Юго-Восточная Азия, а также Палеарктика и Афротропика.

## Описание
Длина осы около 2 см. Окраска чёрная с светлыми пятнами и перевязями. Взрослые самки охотятся на личинок насекомых для откладывания в них своих яиц и в которых в будущем проходит развитие личинки осы. От близких родов отличаются следующими признаками: отсутствует эпикнемиальный киль на мезепистернуме (общее с Pseumenes и Flavoleptus), цефалическая ямка на вершине головы самки, переднее крыло с престигмой длиннее птеростигмы, стернит SI не сливается с тергитом TI и поперечно-полосатое.

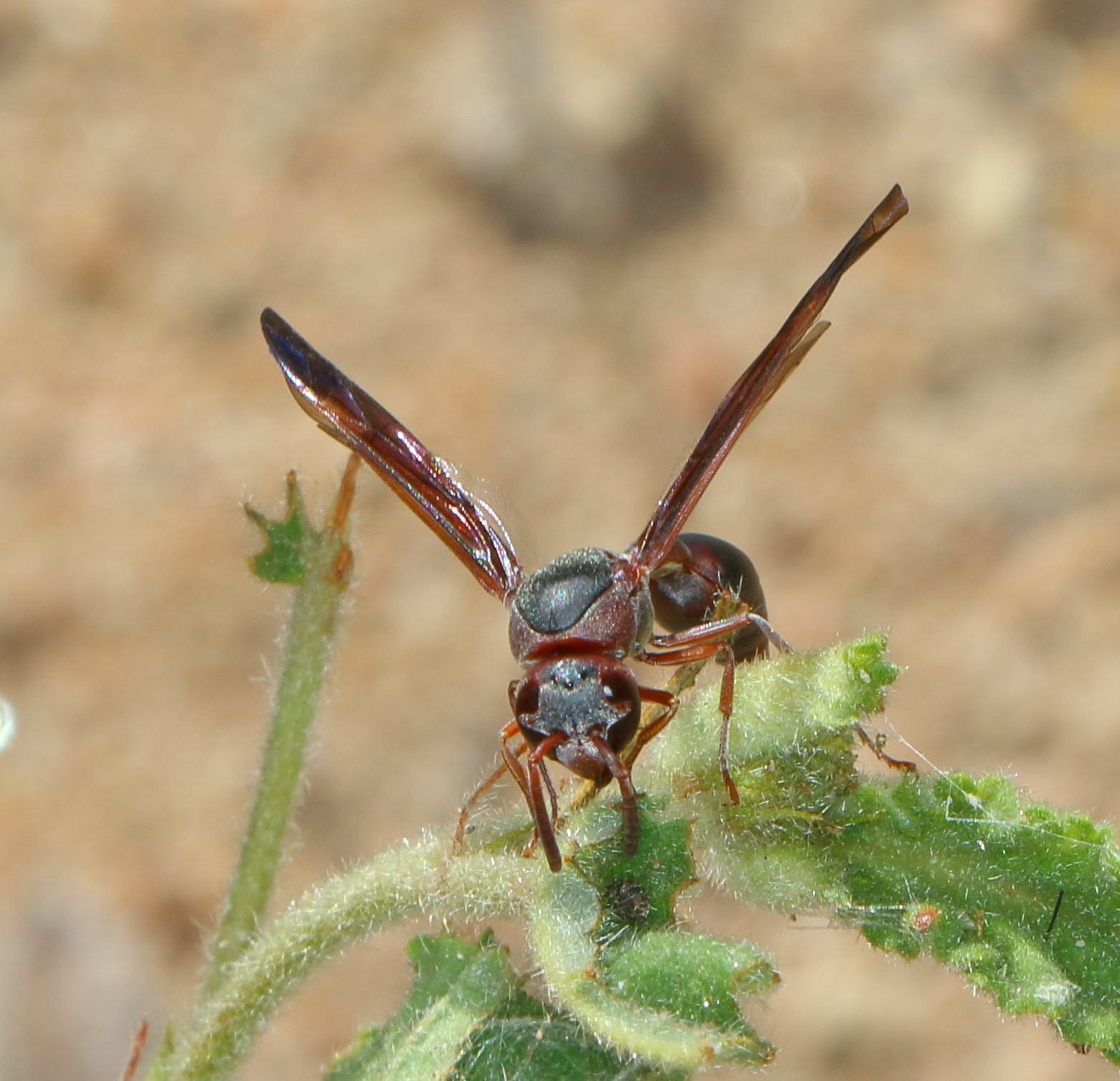
Pareumenes sansibaricus

## Классификация
Известно более 20 видов. Род был выделен в 1855 году для вида Odynerus troglodytes. В 2025 году признано 3 подрода: Pareumenes s. str., Nortonia de Saussure, 1869 (= Afrorhynchium Gusenleitner, 2020) и Brachyparmenes Giordani Soika, 1987 (= Interzumia Gusenleitner, 2002).
По данным Якоба ван дер Вехта (1963) этот род близок к группе семи родов Старого Света: Coeleumenes van der Vecht, 1963, Ectopioglossa Perkins, 1912, Nortozumia van der Vecht, (1937), Pseudozumia de Saussure, 1875, Pseumenes Giordani Soika, 1935, Flavoleptus Giordani Soika, (1992) и Norteumenes Gusenleitner & Gusenleitner, (2013).
- Pareumenes acutus Liu, 1941
- Pareumenes arabicus Giordani Soika, 1981[5]
- Pareumenes artifex (Smith, 1861)
- Pareumenes australensis Meade-Waldo, 1910
- Pareumenes bengalensis (Fabricius, 1804)
- Pareumenes brevirostratus (Saussure, 1856)
- Pareumenes caffra (Meade-Waldo, 1911)
- Pareumenes carinulata (Spinosa, 1815)
- Pareumenes chinensis Liu, 1941
- Pareumenes enslini  (Schulthess, 1931)
- Pareumenes eximius  (Smith)
- Pareumenes flavopetiolatus Giordani Soika, 1944
- Pareumenes imperatrix (Smith, 1857)
- Pareumenes impunctatus Selis, 2016[2]
- Pareumenes intermedius Vecht, 1937
- Pareumenes laboriosus  (Smith)
- Pareumenes laetefasciatus Giordani Soika, 1944
- Pareumenes laevis (Schulthess, 1903) (= Afrorhynchium dathei Gusenleitner, 2020)[5]
- Pareumenes laminatus (Kriechbaumer, 1879)
- Pareumenes laterorufofasciatus Giordani Soika, 1944
- Pareumenes medianus  (Smith)
- Pareumenes mirificus Selis, 2025[5]
- Pareumenes mochii Giordani Soika, 1938
- Pareumenes multicolor  Giordani Soika
- Pareumenes nigerrimus Vecht, 1963
- Pareumenes obtusus Liu, 1941
- Pareumenes occidentalis Giordani Soika, 1944
- Pareumenes pictifrons  (Smith)
- Pareumenes pilifrons (Kohl, 1907)
- Pareumenes polillensis  Giordani Soika
- Pareumenes pullatus (Smith, 1863)
- Pareumenes punctatissimus Giordani Soika, 1987
- Pareumenes quadrispinosus (Saussure, 1855) typus
- Pareumenes rufoniger (Gusenleitner, 2002) (= Pareumenes mediator Gusenleitner, 2012)[5]
- Pareumenes samariensis  Giordani Soika
- Pareumenes sansibaricus (Schulz, 1905)
- Pareumenes steinbachi (Schulthess, 1904)
- Pareumenes sublaevis  (Smith)
- Pareumenes taiwanus  (Sonan, 1938)
- Pareumenes vindex  (Smith)
- Pareumenes violacea  (Schulthess, 1903)
- Pareumenes volatilis  (Smith)